# Championnat de Nouvelle-Zélande de football 1971
Navigation
Saison précédente Saison suivante
La saison 1971 du Championnat de Nouvelle-Zélande de football est la 2e édition du championnat de première division en Nouvelle-Zélande. La NSL (National Soccer League) regroupe dix clubs du pays au sein d'une poule unique, où ils s'affrontent deux fois au cours de la saison, à domicile et à l'extérieur. À la fin de la compétition, le dernier du classement est relégué et remplacé par le meilleur club des ligues régionales sont promues parmi l'élite. 
C'est le club de Eastern Suburbs qui remporte la compétition après avoir terminé en tête du classement final avec trois points d'avance sur Mount Wellington AFC et cinq sur Christchurch United AFC. C'est le premier titre de champion de Nouvelle-Zélande de l'histoire du club.

## Clubs participants
- Blockhouse Bay
- Christchurch United AFC
- Eastern Suburbs AFC
- Stop Out
- Caversham AFC - Promu de D2
- Gisborne City AFC
- Western Suburbs SC
- Mount Wellington AFC
- Wellington City[1]
- Mount Albert-Ponsonby AFC - Promu de D2

## Compétition

### Classement
Le barème utilisé pour établir le classement est le suivant :
- Victoire : 2 points
- Match nul : 1 point
- Défaite : 0 point

| Rang | Équipe                        | Pts | J  | G  | N | P  | Bp | Bc | Diff |
| ---- | ----------------------------- | --- | -- | -- | - | -- | -- | -- | ---- |
| 1    | Eastern Suburbs AFC           | 28  | 18 | 12 | 4 | 2  | 51 | 23 | +28  |
| 2    | Mount Wellington AFC          | 25  | 18 | 11 | 3 | 4  | 51 | 22 | +29  |
| 3    | Christchurch United AFC       | 23  | 18 | 9  | 5 | 4  | 43 | 20 | +23  |
| 4    | Blockhouse Bay (T)            | 22  | 18 | 9  | 4 | 5  | 45 | 25 | +20  |
| 5    | Gisborne City AFC             | 21  | 18 | 8  | 5 | 5  | 35 | 33 | +2   |
| 6    | Caversham AFC (P)             | 15  | 18 | 6  | 3 | 9  | 25 | 44 | -19  |
| 7    | Mount Albert-Ponsonby AFC (P) | 12  | 18 | 4  | 4 | 10 | 20 | 32 | -12  |
| 8    | Stop Out                      | 12  | 18 | 3  | 6 | 9  | 25 | 45 | -20  |
| 9    | Wellington City               | 11  | 18 | 4  | 3 | 11 | 21 | 50 | -29  |
| 10   | Western Suburbs SC (C)        | 11  | 18 | 3  | 5 | 10 | 18 | 43 | -25  |

|  | Champion de Nouvelle-Zélande 1971                                                       |
|  | Relégation directe en deuxième division                                                 |
|  | (T) : Tenant du titre (C) : Vainqueur de la Coupe de Nouvelle-Zélande (P) : Promu de D2 |

## Bilan de la saison
| Championnat de Nouvelle-Zélande de football 1971                             |                                 |
| Champion                                                                     | Eastern Suburbs AFC (1er titre) |
| Coupes et trophées                                                           |                                 |
| Vainqueur de la Coupe de Nouvelle-Zélande 1971                               | Western Suburbs SC              |
| Promotions et relégations                                                    |                                 |
| Promus en Championnat de Nouvelle-Zélande de football                        | New Brighton AFC                |
| Relégués en Championnat de Nouvelle-Zélande de football de deuxième division | Western Suburbs SC              |